# Ettore Fiorini
Ettore Fiorini (Verona, 19 de abril de 1933 – Milão, 9 de abril de 2023) foi um físico italiano.
Em 2007 recebeu o Prêmio Enrico Fermi, e em 2012 o Prêmio Bruno Pontecorvo.

## Morte
Fiorino, morreu no dia 9 de abril de 2023, aos 89 anos.